# Sara González Rodríguez
Sara González Rodríguez (Tuy, Pontevedra, España, 23 de mayo de 1989), más conocida como Sara Tui, es una futbolista española. Juega como centrocampista y actualmente milita en la Ternana Calcio Femminile de la Serie B de Italia.

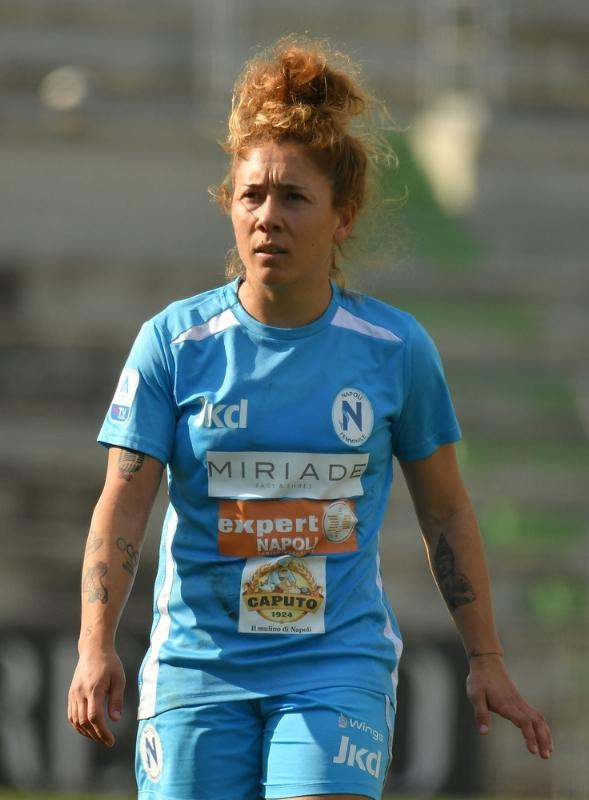
En el Napoli Femminile, temporada 2021-22.

## Selección española
Ha sido internacional con la Selección Sub-19 de España.
Con la Selección femenina de fútbol playa de España ganó la medalla de oro en los Juegos Mundiales de Playa de 2019.

## Clubes
| Club                      | País   | Temporadas  |
| ------------------------- | ------ | ----------- |
| Atlético Arousana         | España | 2004 - 2007 |
| Pontevedra C. F.          | España | 2007 - 2008 |
| U. E. L'Estartit          | España | 2008 - 2009 |
| F. P. R. El Olivo         | España | 2009 - 2015 |
| U. D. G. Tenerife         | España | 2015 - 2019 |
| Madrid C. F. F.           | España | 2019 - 2021 |
| S. S. D. Napoli Femminile | Italia | 2021 - 2023 |
| Ternana C. F.             | Italia | 2023 -      |

## Palmarés

### Campeonatos nacionales
| Título  | Club             | País   | Año         |
| ------- | ---------------- | ------ | ----------- |
| Serie B | Napoli Femminile | Italia | 2022 - 2023 |